# Thomas Schelling
Thomas Crombie Schelling (14 de abril de 1921 – 13 de dezembro de 2016) foi um economista americano e professor de política externa, segurança nacional, estratégia nuclear e controle de armamentos na School of Public Policy da Universidade de Maryland, College Park. Ele também foi co-faculty no New England Complex Systems Institute.
Schelling recebeu o Prêmio de Ciências Econômicas em Memória de Alfred Nobel de 2005 (compartilhado com Robert Aumann) por “ter aprimorado nossa compreensão de conflito e cooperação por meio da análise de teoria dos jogos.”

## Biografia

### Primeiros anos
Schelling nasceu em 14 de abril de 1921, em Oakland, Califórnia. Ele se formou na San Diego High School. Recebeu seu bacharelado em economia pela Universidade da Califórnia, Berkeley, em 1944, e obteve seu PhD em economia pela Universidade Harvard em 1951.

### Carreira
Schelling serviu no Plano Marshall na Europa, na Casa Branca e no Executive Office of the President de 1948 a 1953. Ele escreveu a maior parte de sua dissertação sobre comportamento de renda nacional trabalhando à noite, enquanto estava na Europa. Deixou o governo para se juntar ao corpo docente de economia da Universidade Yale.
Em 1956, “ele se juntou à RAND Corporation como pesquisador adjunto, tornando-se pesquisador em tempo integral por um ano após deixar Yale, e retornando ao status de adjunto até 2002.” Em 1958, Schelling foi nomeado professor de economia em Harvard. Nesse mesmo ano, ele “cofundou o Center for International Affairs, que foi [posteriormente] renomeado para Weatherhead Center for International Affairs”.
Em 1969, Schelling entrou para a John F. Kennedy School of Government de Harvard, onde foi o Lucius N. Littauer Professor of Political Economy. Ele esteve entre os “pais fundadores” da “moderna” Kennedy School, ajudando a mudar a ênfase do currículo de administração para liderança.
Entre 1994 e 1999, ele conduziu pesquisas no International Institute for Applied Systems Analysis (IIASA), em Laxenburg, Áustria.
Em 1990, deixou Harvard e se juntou à University of Maryland School of Public Policy e ao Departamento de Economia da Universidade de Maryland. Em 1991, ele aceitou a presidência da American Economic Association, organização da qual também foi Distinguished Fellow.
Em 1995, aceitou a presidência da Eastern Economic Association.
Schelling foi participante contribuinte do Copenhagen Consensus.

## Honrarias e prêmios
Em 1977, Schelling recebeu o The Frank E. Seidman Distinguished Award in Political Economy.
Em 1993, foi agraciado com o Award for Behavior Research Relevant to the Prevention of Nuclear War da National Academy of Sciences.
Ele recebeu doutorados honorários da Universidade Erasmus de Roterdã em 2003, da Universidade Yale em 2009 e da RAND Graduate School of Public Analysis, além de um grau honorário da Universidade de Manchester em 2010.
Ele recebeu o Prêmio de Ciências Econômicas em Memória de Alfred Nobel de 2005, junto com Robert Aumann, por “ter aprimorado nossa compreensão de conflito e cooperação por meio da análise de game-theory”.
Em 2008, foi Witten Lecturer na Universidade Witten/Herdecke, como agraciado com as Witten Lectures in Economics and Philosophy.

### Vida pessoal e morte
Schelling foi casado com Corinne Tigay Saposs de 1947 a 1991, com quem teve quatro filhos. Mais tarde, em 1991, casou-se com Alice M. Coleman, que trouxe dois filhos para o casamento; eles se tornaram seus enteados.
Schelling morreu em 13 de dezembro de 2016, em Bethesda, Maryland, em decorrência de complicações após fraturar o quadril, aos 95 anos.
A família de Schelling leiloou a medalha do seu Nobel, arrecadando US$ 187 000. Eles doaram esse valor para a Southern Poverty Law Center, uma organização americana sem fins lucrativos 501 especializada em direitos civis e litígios de interesse público. Alice Schelling disse que seu falecido marido atribuía ao livro Smoky the Cowhorse de Will James, vencedor da Medalha Newbery em 1927, o título de livro mais influente que ele havia lido.

## Obras notáveis

### The Strategy of Conflict(1960)
The Strategy of Conflict, que Schelling publicou em 1960, foi pioneiro no estudo de barganha e comportamento estratégico no que ele chama de “comportamento de conflito.” Em 1995, o The Times Literary Supplement classificou-o como um dos 100 livros mais influentes nos 50 anos desde 1945. Neste livro, Schelling introduziu conceitos como "focal point" e “compromisso crível.” Em uma resenha de 1961, o estudioso de Relações Internacionais Morton Kaplan descreveu o livro como uma “contribuição marcadamente original” e um “marco na literatura”.
O livro de Schelling consistia em uma série de artigos acadêmicos que ele publicou no período de 1957–1960.
Schelling incentiva, em seu trabalho, uma visão estratégica para o conflito que seja ao mesmo tempo “racional” e “bem-sucedida.” Ele acredita que o conflito não pode se basear apenas na inteligência de alguém, mas também deve considerar as “vantagens” associadas a um curso de ação. Ele considera que as vantagens obtidas devem estar firmemente fixadas em um sistema de valores que seja tanto “explícito” quanto “consistente.”
Além disso, o conflito tem um significado distinto. Na abordagem de Schelling, não basta derrotar um oponente, mas também é necessário aproveitar oportunidades de cooperação das quais geralmente existem muitas. Ele ressalta que apenas em ocasiões muito raras, no que é conhecido como “conflito puro,” os interesses dos participantes são irremediavelmente opostos. Ele usa o exemplo de “uma guerra de extermínio completo” para ilustrar esse fenômeno.
A cooperação, se disponível, pode assumir muitas formas e, assim, potencialmente envolver tudo, desde “dissuasão, guerra limitada e desarmamento” até “negociação.” Na verdade, é por meio dessas ações que os participantes acabam tendo menos um conflito e mais uma “situação de barganha.” A própria barganha é melhor pensada em termos das ações do outro participante, pois quaisquer ganhos que se possa perceber dependem muito das “escolhas ou decisões” do oponente.
A comunicação entre as partes, porém, é outro assunto inteiramente. A comunicação verbal ou escrita é conhecida como “explícita” e envolve atividades como “oferecer concessões.” O que acontece, porém, quando esse tipo de comunicação se torna impossível ou improvável? É então que algo chamado “manobras tácitas” se torna importante. Pense nisso como comunicação baseada em ações. Schelling usa o exemplo da ocupação ou evacuação de território estratégico para ilustrar esse método de comunicação.
Em um artigo que celebra o Prêmio de Ciências Econômicas em Memória de Alfred Nobel concedido a Schelling, Michael Kinsley, colunista de opinião do Washington Post e um dos ex-alunos de Schelling, resume anedoticamente a reorientação que Schelling deu à teoria dos jogos da seguinte forma: “[V]ocê está parado na beira de um penhasco, acorrentado pelo tornozelo a outra pessoa. Você será libertado, e um de vocês receberá um grande prêmio, assim que o outro desistir. Como convencer a outra pessoa a desistir, quando a única forma disponível — ameaçar empurrá-la do penhasco — condenaria vocês dois? Resposta: você começa a dançar, cada vez mais perto da borda. Dessa forma, você não precisa convencê-lo de que faria algo totalmente irracional: atirar-se com ele do penhasco. Basta convencê-lo de que você está disposto a correr um risco maior do que ele de cair acidentalmente do penhasco. Se conseguir isso, você vence.”

### Arms and Influence(1966)
As teorias de Schelling sobre guerra foram estendidas em Arms and Influence, publicado em 1966. De acordo com a editora, o livro “dá continuidade à análise iniciada de forma tão brilhante em seu trabalho anterior The Strategy of Conflict (1960) e Strategy and Arms Control (com Morton Halperin, 1961), e faz uma contribuição significativa para a crescente literatura sobre guerra moderna e diplomacia.” Os títulos dos capítulos incluem The Diplomacy of Violence, The Diplomacy of Ultimate Survival e The Dynamics of Mutual Alarm.
No livro, Schelling discute capacidades militares e como elas podem ser usadas como poder de barganha. Em vez de considerar apenas as escolhas disponíveis em um nível superficial, pode-se pensar adiante para tentar influenciar a outra parte a chegar à conclusão desejada. Especificamente, Schelling menciona as ações tomadas pelos EUA durante as crises de Cuba e Berlim e como elas funcionaram não apenas como preparação para a guerra, mas também como sinais. Por exemplo, Schelling aponta que o bombardeio do Vietnã do Norte “é tanto coercitivo quanto tático”. O bombardeio não só pretendia enfraquecer o exército inimigo, mas também levar o Vietnã à mesa de negociações. Grande parte dessa escrita foi influenciada em grande medida pelo interesse pessoal de Schelling na teoria dos jogos e sua aplicação aos armamentos nucleares.
O trabalho de Schelling influenciou Robert Jervis.

### Micromotives and Macrobehavior(1978)
Em 1969 e 1971, Schelling publicou artigos muito citados sobre dinâmicas raciais e o que ele denominou “uma teoria geral do tipping.” Nesses artigos, ele mostrou que uma preferência de que os vizinhos sejam da mesma cor, ou até mesmo uma preferência por uma mistura “até certo limite,” pode levar à total segregação residencial. Assim, argumentou que motivos, maliciosos ou não, eram indistinguíveis para explicar o fenômeno da separação completa entre grupos distintos em nível local. Ele usou moedas em papel quadriculado para demonstrar sua teoria, colocando pennies e dimes em diferentes padrões no “tabuleiro” e depois movendo-os um a um caso estivessem em uma situação “infeliz.”[carece de fontes?]
As dinâmicas de Schelling têm sido citadas como forma de explicar variações encontradas em diferenças consideradas significativas – gênero, idade, raça, etnia, língua, preferência sexual e religião. Um ciclo de mudança desse tipo, uma vez iniciado, pode ter um impulso autossustentável. O livro de 1978 de Schelling, Micromotives and Macrobehavior, expandiu e generalizou esses temas e costuma ser citado na literatura de economia computacional baseada em agentes.

## Aquecimento global
Schelling esteve envolvido no debate sobre aquecimento global desde que presidiu uma comissão para o presidente Jimmy Carter em 1980. Ele acreditava que a mudança climática representa uma séria ameaça para os países em desenvolvimento, mas que a ameaça aos Estados Unidos era exagerada. Ele escreveu:
Hoje, pouco do nosso produto interno bruto é produzido ao ar livre e, portanto, pouco é suscetível ao clima. Agricultura e silvicultura somam menos de 3% da produção total, e quase nada mais é muito afetado. Mesmo se a produtividade agrícola caísse em um terço ao longo dos próximos cinquenta anos, o PIB per capita que poderíamos ter alcançado em 2050 ainda alcançaríamos em 2051. Considerando que a produtividade agrícola na maior parte do mundo continua a melhorar (e que muitas culturas podem se beneficiar diretamente do aumento da fotossíntese devido ao maior nível de dióxido de carbono), não é nada certo que o impacto líquido na agricultura será negativo ou muito notado no mundo desenvolvido.
Baseando-se em sua experiência com o Plano Marshall após a Segunda Guerra Mundial, ele argumentou que enfrentar o aquecimento global é um problema de barganha: se o mundo conseguisse reduzir emissões, os países pobres receberiam a maior parte dos benefícios, mas os países ricos arcariam com a maior parte dos custos.

## Contribuições para a cultura popular
Stanley Kubrick leu um artigo que Schelling escreveu, que incluía uma descrição do romance Red Alert de Peter George, e conversas entre Kubrick, Schelling e George eventualmente levaram ao filme de 1964 Dr. Strangelove or: How I Learned to Stop Worrying and Love the Bomb.
Schelling também é citado como o primeiro a usar a expressão dano colateral em seu artigo de maio de 1961, “Dispersal, Deterrence, and Damage.”
Em seu livro Choice and Consequence, ele explorou vários tópicos como terrorismo nuclear, extorsão, devaneio e eutanásia de um ponto de vista de economia comportamental.

## Publicações
- The Strategy of Conflict. Harvard University Press, Cambridge 1960.
- Thomas C. Schelling: Ökonomische Vernunft und politische Ethik. Übersetzt aus dem Amerikanischen von Christof Wockenfuß und Ingo Pies, in: ORDO, Band 60, 2009, S. 495–519.